# 4.4.4.
《4.4.4.》(Captivity)는 미국, 러시아, 캐나다에서 제작한 롤런드 조페이 감독의 2006년 스릴러 영화이다. 엘리샤 커스버트 등이 주연으로 출연하였고 마크 데이먼 등이 제작에 참여하였다.

## 줄거리
패션모델 제니퍼는 마취제에 당한 뒤 감금된다. 과거에 같은 방에 감금됐던 다른 피해자들의 영상과 제니퍼 본인의 과거 인터뷰 영상이 방안에서 재생되는 가운데 제니퍼는 심리 고문을 당한다. 제니퍼는 인접한 방에 갇힌 게리라는 남자와 함께 차고로 도망치지만 수면 가스에 당해 다시 감금된다.
사실 게리는 형 벤과 공모해 제니퍼를 납치한 장본인이었다. 게리는 제니퍼와 사랑에 빠진 뒤 형 벤이 방해가 된다고 여겨 벤을 칼로 찔러 죽인다.
벤을 찾아온 형사들은 텔레비전 채널을 돌리다가 우연히 제니퍼 감시 영상을 보게 된다. 게리는 형사들을 총으로 쏴죽인 뒤 제니퍼에겐 침입자들을 죽였다고 거짓말한다. 제니퍼는 그중 살아남은 한 형사를 보고 자신을 감금해온 범인이라고 여기고 야구 배트를 내리쳐 죽이고 만다.
게리가 현장을 정리하며 떠날 준비를 하는 사이 제니퍼는 게리-벤 형제의 범죄행각을 찍은 사진첩을 발견한다. 실은 살아있었던 벤이 제니퍼를 공격하지만, 제니퍼가 칼로 찔러 죽인다. 제니퍼는 자신이 앞서 죽였던 남자의 품 속에서 형사 배지를 발견하고 그가 형사였음을 깨닫는다. 게리는 이런 제니퍼의 영상을 찍는다.
세제 스프레이를 게리에게 뿌리고 도망친 제니퍼는 전기 설비를 망가뜨린 뒤 산탄총을 쏴서 게리를 죽이고 떠난다.

## 출연진

### 주연
- 엘리샤 커스버트 - 제니퍼 트리 역
- 대니얼 길리스 - 게리 덱스터 역

### 조연
- 프루잇 테일러 빈스 - 벤 덱스터 역
- 마이클 하니
- 라즈 알론소
- 매기 데이먼

## 제작진
- 라인제작: 보리스 갈킨
- 라인제작: 제임스 D. 덱
- 공동제작: 태머라 버크모
- 공동제작: 알렉산드라 구룰레이
- 공동제작: 질 개츠비
- 미술: 아디스 가지예프
- 시각효과: 대니 S. 김
- 의상: 제니퍼 말린
- 협력제작: 알라 카레보바
- 협력제작: 마리우스 빌루나스
- 배역: 다이앤 크리튼든